# Volusio Venusto
Volusio Venusto (latino: Volusius Venustus; fl. 326-370) è stato un funzionario e nobile romano, più volte legato senatoriale presso l'imperatore Giuliano.

## Biografia
Secondo una ricostruzione risalente a Otto Seeck e basato su di un brano dei Saturnalia di Macrobio, Venusto sarebbe il padre di Virio Nicomaco Flaviano, cognato di Lucio Aurelio Avianio Simmaco e dunque zio del famoso oratore Quinto Aurelio Simmaco; una interpretazione successiva distingue invece due personaggi, il corrector Apuliae da una parte, e il vicarius Hispaniarum padre di Virio Nicomaco Flaviano.
Volusio Venusto nacque probabilmente a Canosa, dove fece erigere un monumento dedicato a Costantino I e ai suoi due figli cesari, poi andato perduto. Sotto il regno di Costantino I, probabilmente tra il 326 e il 333, fu corrector Apuliae et Calabriae, cioè governatore di una regione italiana.
Nel 362, Volusio Venusto rappresentò il Senato romano - insieme a Lucio Turcio Aproniano Asterio, Clodio Ottaviano e Aradio Rufino - in una delegazione presso l'imperatore Giuliano ad Antiochia, e ricevette dall'imperatore l'incarico di vicarius Hispaniarum, governatore della Spagna (362-363). Nel 370 ricoprì nuovamente l'incarico di legato senatoriale, assieme a Vettio Agorio Pretestato e a Minervio, presso l'imperatore Valentiniano I, cui chiesero con successo di non sottoporre a tortura i senatori coinvolti nei processi di Massimino.